# Thomas De Min
Thomas De Min (San Vito al Tagliamento, 5 maggio 1986) è un ex cestista italiano.

## Carriera
Ha collezionato 5 presenze in Nazionale nel 2008, mettendo a referto 18 punti complessivi. Dal gennaio 2012 milita nel Perugia Basket. Dopo 4 mesi di inattività, nel gennaio 2013 De Min riapproda alla Virtus Siena, dove era cominciata la sua carriera cestistica. Nella stagione 2013-14 approda alla Fortitudo Pallacanestro Bologna 103 militante in DNB.